# Trypanaeus thoracicus
Trypanaeus thoracicus är en skalbaggsart som först beskrevs av Fabricius 1801.  Trypanaeus thoracicus ingår i släktet Trypanaeus och familjen stumpbaggar. Inga underarter finns listade i Catalogue of Life.